# Жика Раденковић
Жика Раденковић (1935 – 2019) био је истакнути естрадни уметник, музичар и интерпретатор, који је неговао народно благо књажевачког краја и Старе планине. Рођен је у месту Јаловик Извор.

## Биографија
Родио се у селу Јаловик Извор на Старој планини, 1935. године.  Већ са шест година научио је да свира на фрули, најпре као самоук, а потом од старијих фрулаша у селу. Касније је научио да свира многе инструменте: гајде, кларинет, хармонику, кавал, флауту, гусле, трубу, саксофон. Учио је да свира од Бокија Милошевића и Мије Крњевца.
Најпре је био певач и композитор, а аматерски се бавио и глумом. Компоновао је песме и игре у духу народног стваралаштва. Јуна 1966. године примљен је на аудицији РТВ Београд, где је имао и сталну и „соло емисију“ и која је била прва те врсте у Југословенској радио и телевизији (ЈРТ), са разноврсним програмом у трајању од 45 минута. Био је члан групе Саве Јеремића, некада познатог фрулаша. Користио је естрадне надимке Ћитич и Лепи Бренко.
Покренуо је фестивал Сабор на Панаџур, који се од 1996. сваке године организује на празник Велика Госпојина (28. август) у Јаловик Извору.
Аутор је две књиге: Песме Жике Раденковића Ћитича (1995, песмарица) и  Ој, естрадо успомено (1996, мемоарска проза).
Преминуо је септембра 2019. године у Књажевцу, након дуге и тешке болести.